# Hermes Campoverde
Hermes Campoverde es un periodista, abogado e intendente regional de Información y Comunicación ecuatoriano.

## Biografía
Se ha desempeñado como reportero y presentador de televisión de Ecuavisa, Ecuador TV y GamaTV.
El 13 de enero de 2014 fue posesionado por Carlos Ochoa como Intendente regional de Comunicación de la Zona 5, comprendida por las provincias del Guayas, Los Ríos, Santa Elena y Galápagos.